# John Filan
John Richard Filan (ur. 8 lutego 1970 w Sydney) – australijski piłkarz występujący na pozycji bramkarza.

## Kariera klubowa
Filan karierę rozpoczynał w 1989 roku w zespole St. George Saints. W 1991 roku przeszedł do Wollongong City. Następnie ponownie grał w St. George Saints, a także w Wollongong City. W 1993 roku został zawodnikiem angielskiego Cambridge United, grającego w Division One. W sezonie 1992/1993 spadł z zespołem do Division Two.
Na początku 1995 roku Filan przeszedł do Coventry City z Premier League. W lidze tej zadebiutował 9 maja 1995 w wygranym 3:1 meczu z Tottenhamem. Graczem Coventry był do końca sezonu 1996/1997. Następnie odszedł do Blackburn Rovers, również występującego w Premier League. W sezonie 1999/2000 spadł z nim do Division One.
W 2001 roku Filan przeniósł się do Wigan Athletic z Division Two. W sezonie 2002/2003 awansował z nim do Division One, a w sezonie 2004/2005 do Premier League. W 2006 roku grał na wypożyczeniu w Doncaster Rovers (League One), a potem wrócił do Wigan. Jego zawodnikiem był do końca sezonu 2006/2007.
W 2008 roku podpisał kontrakt z Sydney FC, jednak nie rozegrał tam już żadnego spotkania i w tym samym roku zakończył karierę.
W Premier League rozegrał 74 spotkania.

## Kariera reprezentacyjna
W reprezentacji Australii Filan zadebiutował 21 czerwca 1992 w przegranym 0:2 towarzyskim meczu z Urugwajem. W latach 1992–1997 w drużynie narodowej rozegrał 2 spotkania.
Był w kadrze na Letnie Igrzyska Olimpijskie 1992, zakończone przez Australię na 4. miejscu.